# Présidence irlandaise du Conseil de l'Union européenne en 1996
La présidence irlandaise du Conseil de l'Union européenne en 1996 désigne la cinquième présidence du Conseil de l'Union européenne, effectuée par l'Irlande depuis son entrée dans l'Union européenne en 1973. 
Elle fait suite à la présidence italienne de 1996 et précède celle de la présidence néerlandaise du Conseil de l'Union européenne à partir du 1er janvier 1997.